# 西迪蘇萊曼
西迪蘇萊曼（Sidi Slimane）是非洲北部國家摩洛哥的城市，由西部-舍拉拉德-貝尼赫森大區負責管轄，距離港口城市蓋尼特拉60公里，面積190平方公里，海拔高度41米，主要經濟產業是農業，2004年人口78,060。

## 外部連結
- official website (French

34°16′N 5°55′W / 34.26°N 5.92°W